# U.S. Highway 95
Der U.S. Highway 95 (kurz US 95) ist eine wichtige Nord-Süd-Verbindung im Westen der USA. Er beginnt an der mexikanischen Grenze in San Luis, einer kleinen Stadt im äußersten Südwesten von Arizona, und endet nach 2533 Kilometern am British Columbia Highway 95 (BC 95) an der kanadischen Grenze.
Aufgrund der ländlichen Abgelegenheit besteht der US 95, anders als die meisten anderen US-Highways, fast auf seiner gesamten Länge in seiner ursprünglichen Streckenführung fort und wurde nicht durch moderne Interstates ersetzt. Noch heute führt er daher von der Staatsgrenze nach Mexiko im Süden bis zur Staatsgrenze nach Kanada im Norden und ist sowohl in Idaho als auch in Nevada die wichtigste Nord-Süd-Verbindung. 

## Zubringer und Umgehungen
- U.S. Highway 195
- U.S. Highway 295 (ehemals)
- U.S. Highway 395

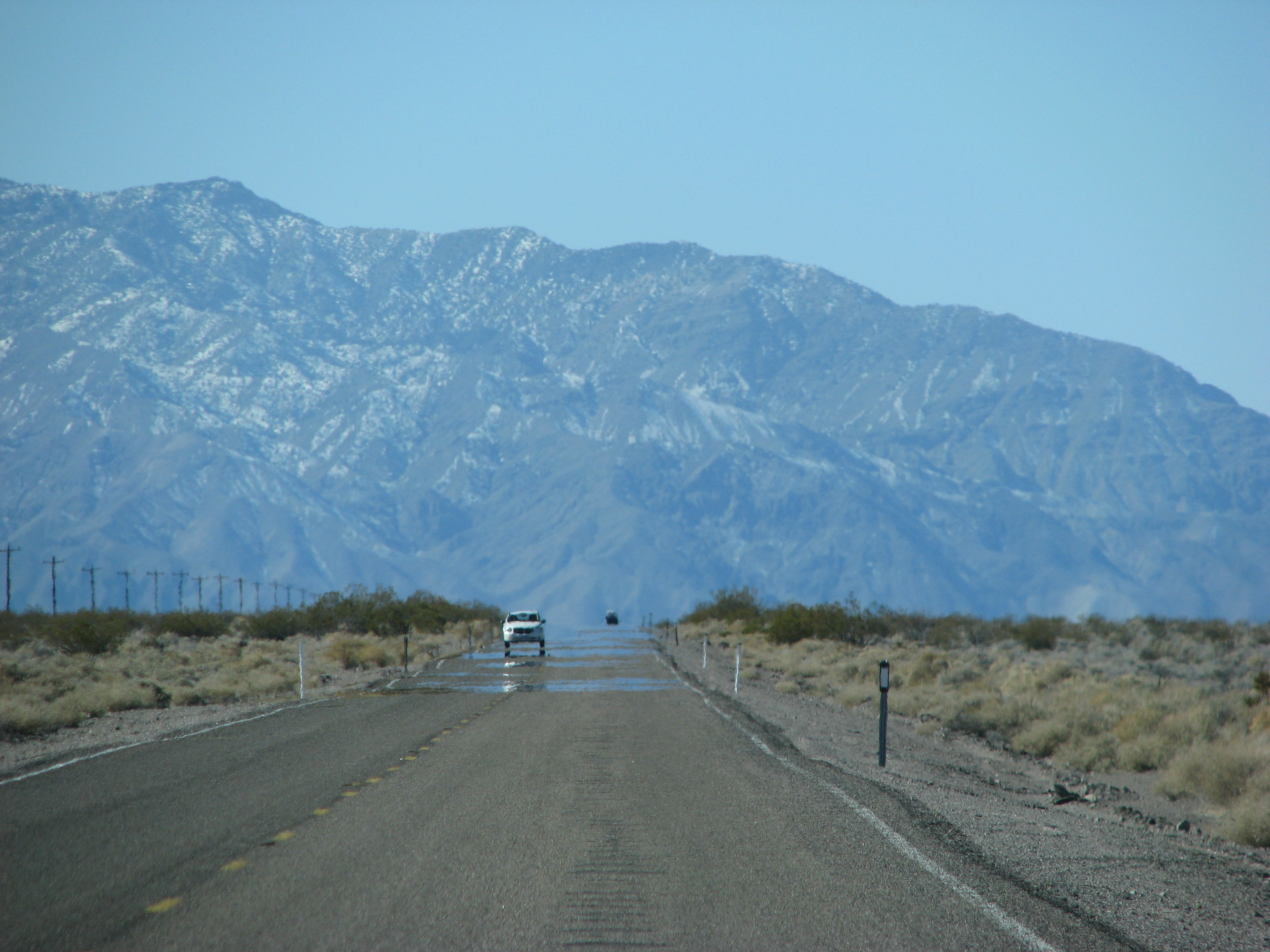
US 95 zwischen Beatty und Scotty’s Junction
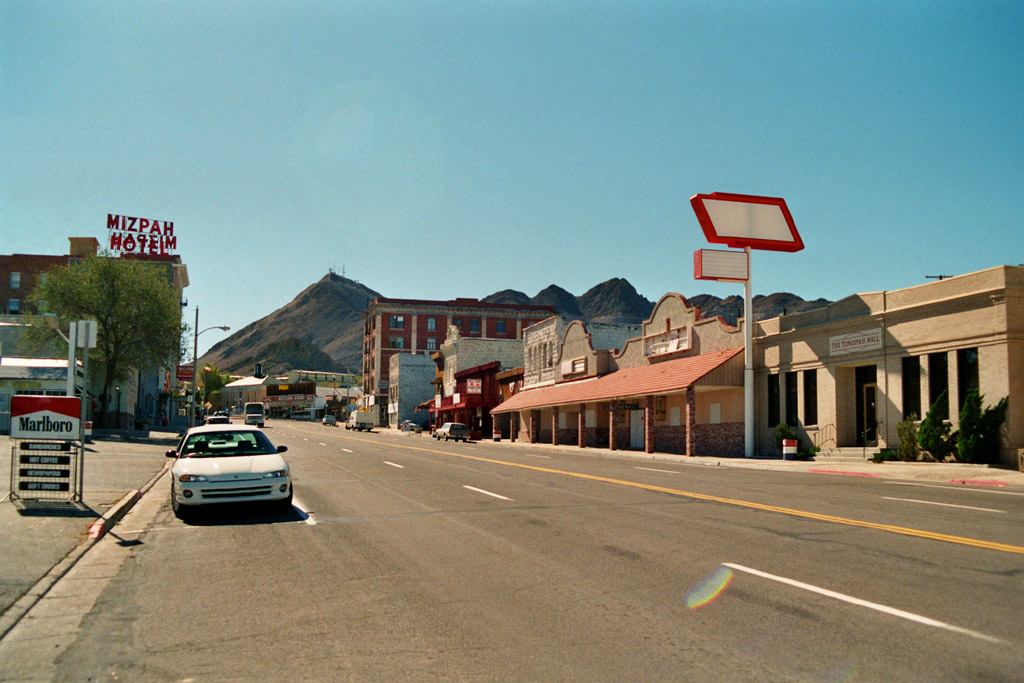
US 95 in Tonopah
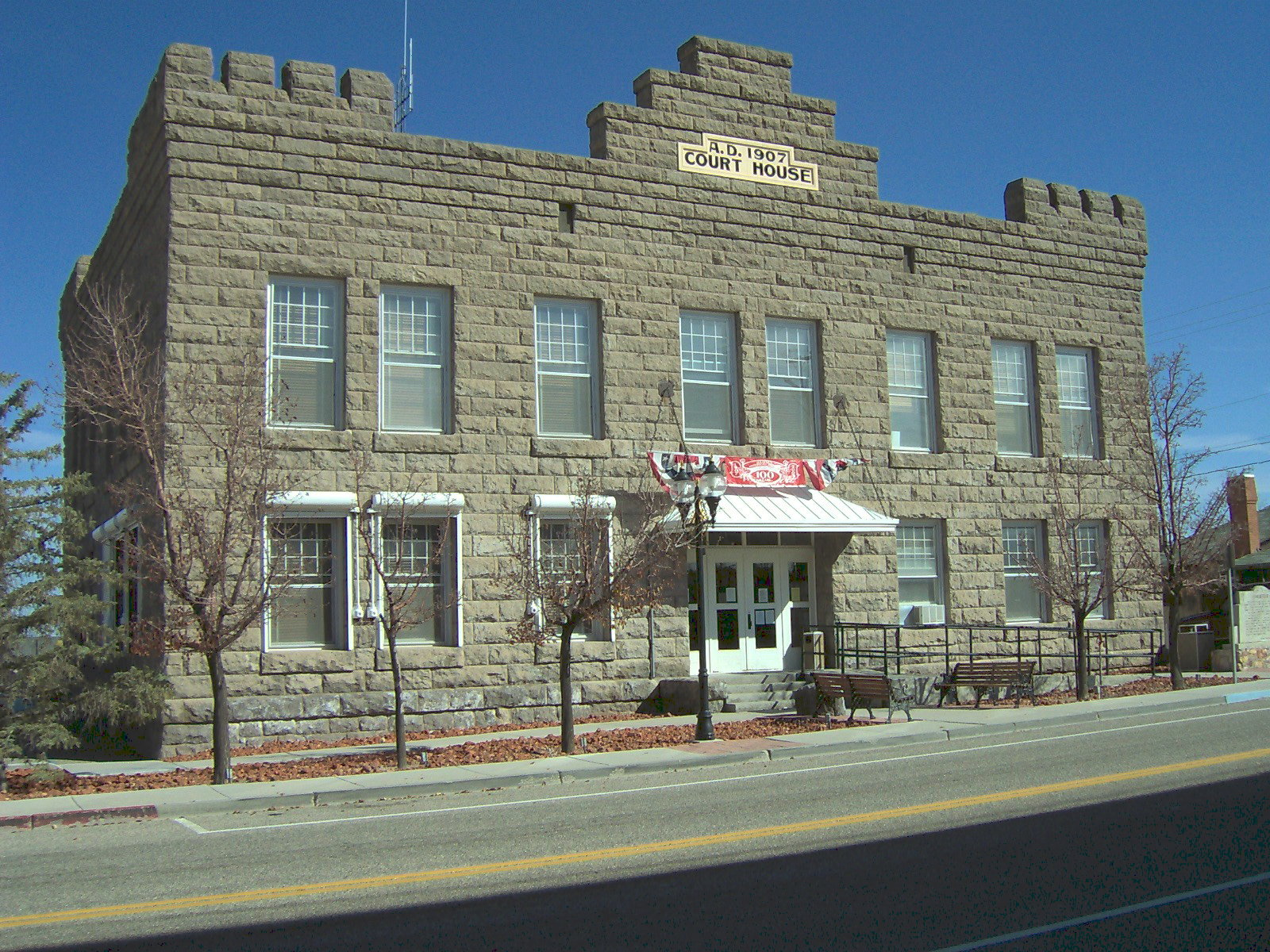
Gerichtsgebäude am Highway 95 in Goldfield
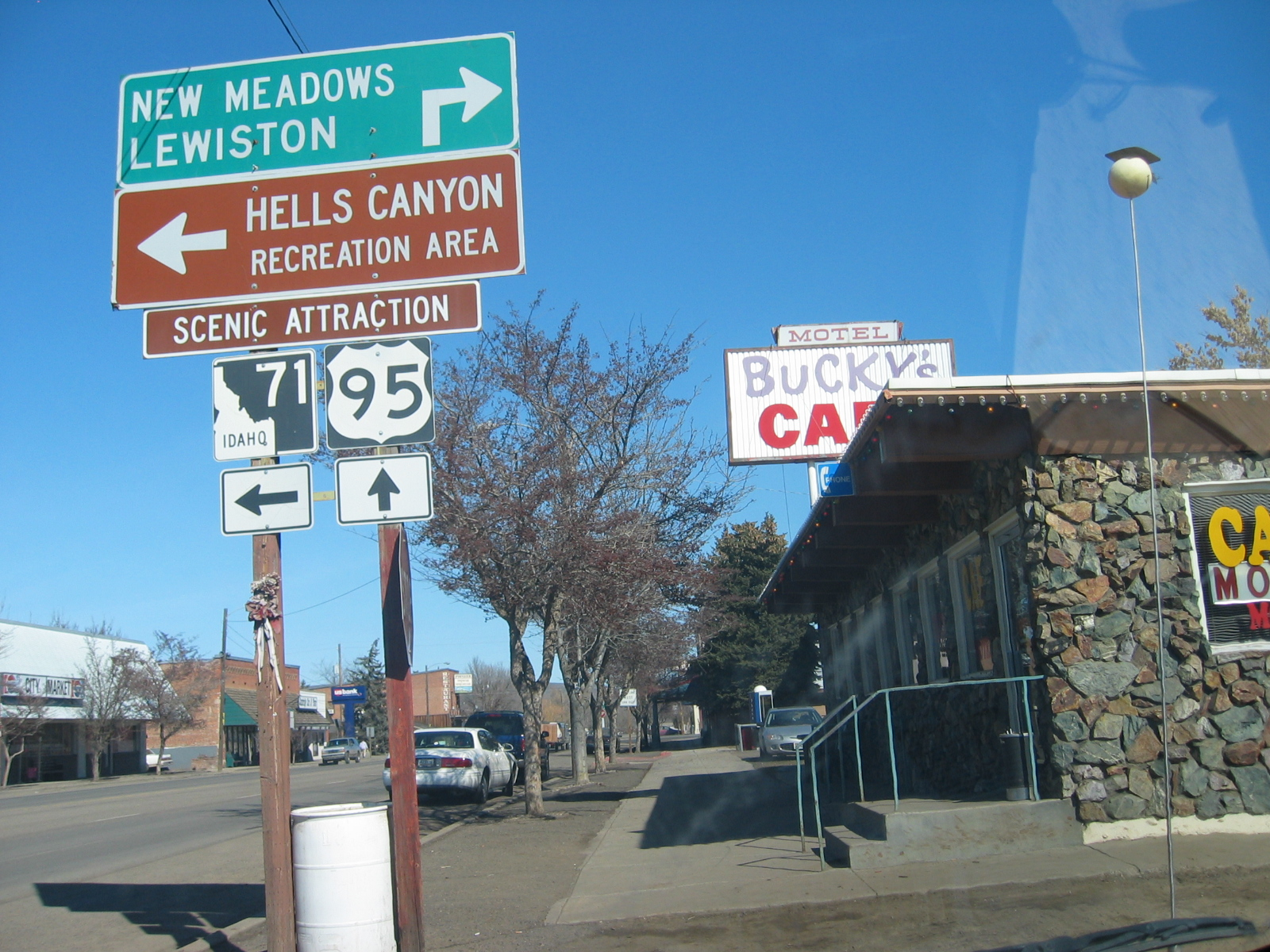
US 95 in Cambridge (Idaho)
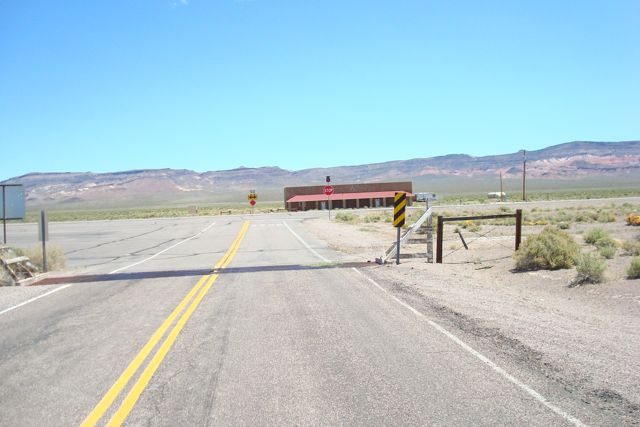
Kreuzung US 95 mit State Route 267 bei Scotty’s Junction